# L'avenir est à nous
Albums de Kool Shen
Dernier Round
(2004) Dernier Round au Zénith
(2005)
L'avenir est à nous est un maxi du rappeur Kool Shen, sorti en 2005. Il contient certains titres présents sur l'album studio Dernier Round, sorti un an plus tôt.

## Liste des titres
| 1. | L'avenir est à nous (feat. Rohff & Dadoo) | Dr Swing, Luke Le Men | 3:38 |
| 2. | Two shouts IV My People (feat. Breakingz) | Madzim & Sec.Undo     | 3:51 |
| 3. | Qui suis-je (live)                        | Madzim & Sec.Undo     | 3:46 |
| 4. | Le retour du babtou                       | Madzim & Sec.Undo     | 3:02 |
| 5. | Un ange dans le ciel                      | Zoxea                 | 3:50 |

| 6. | L'avenir est à nous (instrumentale)     | Dr Swing, Luke Le Men | 3:38 |
| 7. | Two shouts IV My People (instrumentale) | Sec.Undo & Madizm     | 3:51 |
| 8. | Qui suis-je ? (instrumentale)           | Madzim & Sec.Undo     | 3:39 |

### Face DVD
1. Two Shouts IV My People (clip) - 3:45
2. Un ange dans le ciel (clip) - 3:30
3. Un ange dans le ciel (live) - 3:56
4. Le retour du babtou (live) - 3:21

## Samples
- Le retour du babtou contient des samples de Tell Me d'Alphonse Mouzon et Everybody de Madonna[1].
- Qui suis-je ? contient un sample de Drabble Calling de Roy Budd.
- Two Shouts IV My People contient un sample de Let Nature Take Its Course de Gwen McCrae.
- Un ange dans le ciel contient un sample de I'd Be So Happy de Three Dog Night.